# Play On
Play On  är det tredje studioalbumet av countrysångerskan Carrie Underwood. Albumet släpptes den 2 november 2009, i USA dock inte förrän dagen därpå.

## Låtlista
1. Cowboy Casanova (Underwood, Mike Elizondo, Brett James) - 3:56
2. Quitter (Max Martin, Shellback, Savan Kotecha) - 3:40
3. Mama's Song (Underwood, Kara DioGuardi, Martin Frederiksen, Luke Laird)  - 4:00
4. Change (Katrina Elam, Josh Kear, Chris Tompkins) - 3:12
5. Undo It (Underwood, DioGuardi, Frederiksen, Laird) - 2:57
6. Someday When I Stop Loving You (Hillary Lindsey, Steve McEwan, Gordie Sampson) - 4:02
7. Songs Like This (Marty Dodson, Jerry Flowers, Tom Shapiro) - 2:37
8. Temporary Home (Underwood, Laird, Zac Maloy) - 4:28
9. This Time (Lindsey, McEwan, Sampson) - 3:51
10. Look At Me (Jim Collins, Paul Overstreet) - 3:15
11. Unapologize (Underwood, Lindsey, Raine Maida, Chantal Kreviazuk) - 4:36
12. What Can I Say ft. Sons Of Sylvia (Underwood, David Hodges, McEwan) - 3:57
13. Play On (Underwood, Natalie Hemby, Laird) - 3:41